# Katz’s Delicatessen

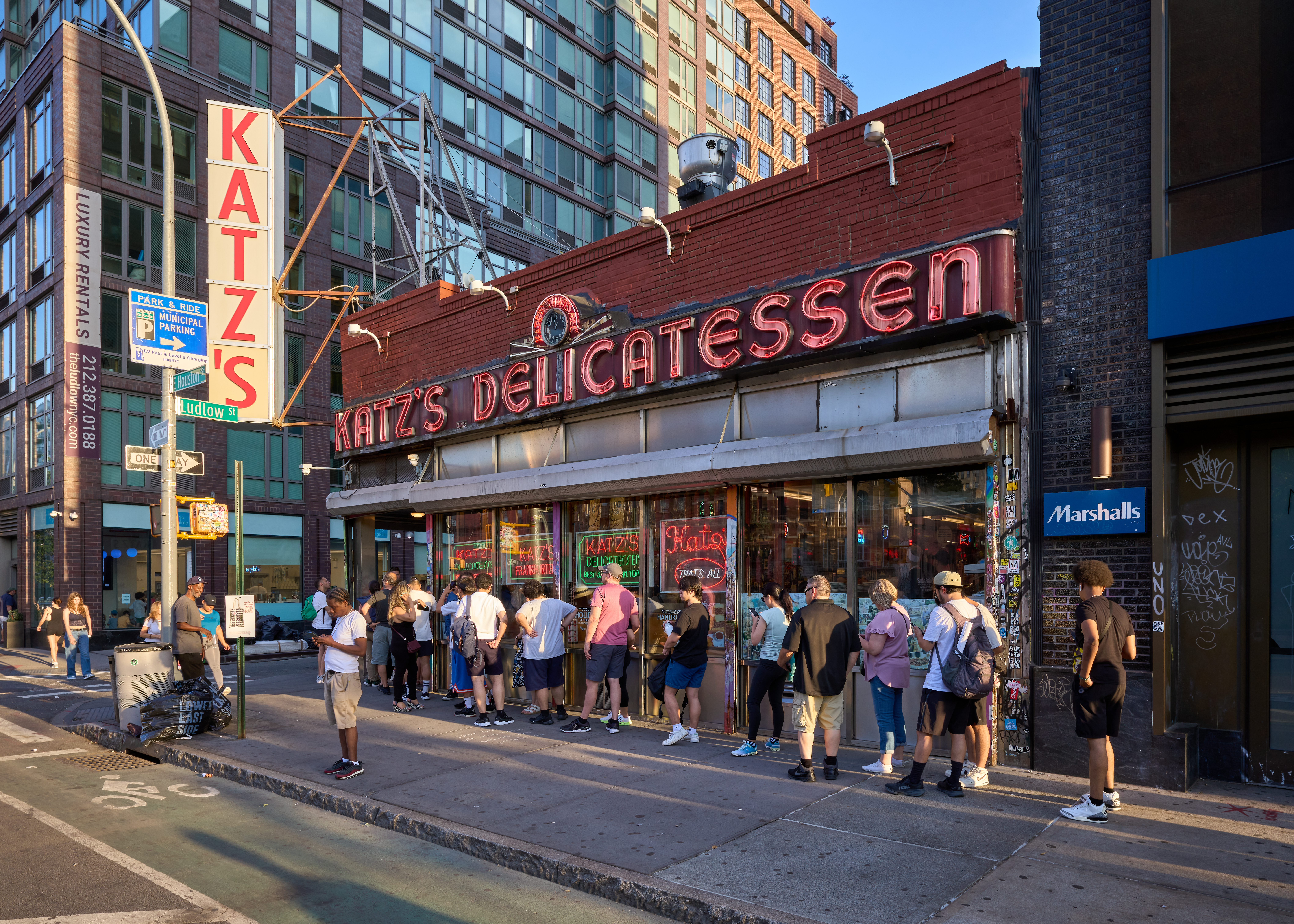
Das Katz’s Delicatessen in der Lower East Side (2024).

Katz’s Delicatessen ist ein US-amerikanisches Feinkostgeschäft, das an der 205 East Houston Street in der Lower East Side in Manhattan in New York City vornehmlich jüdisches Essen anbietet. Das 1888 gegründete Unternehmen soll das älteste noch bestehende Deli in New York sein.
Für den Film Harry und Sally entstand hier Ende der 1980er Jahre eine der bekanntesten Szenen der Filmgeschichte.

## Geschichte
Im Jahre 1888 wurde der Vorgängerbetrieb des heutigen Katz’s von den Gebrüdern Iceland an der nahegelegenen Ludlow Street eröffnet. 1903 wurden die Brüder von Willy Katz, einem emigrierten Juden aus Weißrussland, unterstützt und benannten ihr Unternehmen in weiterer Folge in Iceland & Katz um. Weitere sieben Jahre später stieß Willy Katz’ Cousin Benny hinzu und kaufte die Anteile der Iceland-Brüder, sodass der Betrieb nun zur Gänze im Besitz der Familie Katz war. Zu dieser Zeit war gerade ein neuer Höhepunkt der jüdischen Immigration in New York City. Abermals sieben Jahre später kaufte sich der Jude Harry Tarowsky im April 1917 in das Unternehmen ein. Aufgrund des Ausbaus des U-Bahn-Netzes der New York City Subway musste das Deli in späteren Jahren um einen Häuserblock weiter an die Houston Street umsiedeln, an der es heute noch immer steht. Die heute existierende Ladenfront wurde in den Jahren 1946 bis 1949 errichtet.
Als sich zu Beginn des 20. Jahrhunderts neu eingewanderte Familien in der Lower East Side einfanden, bildete sich im Laufe der Zeit durch den damals noch erheblichen Mangel an öffentlichen, aber auch privaten Transportmitteln eine eigene solide Gemeinschaft, die sich großteils selbst zu versorgen wusste. Das Katz’s wurde dabei schon früh als zentraler Treffpunkt und Lokal für Versammlungen der vorwiegend jüdischen Bevölkerung angesehen. Freitags kam die Nachbarschaft immer zusammen, um Beans ‘n’ franks (Bohneneintopf mit Würsten) zu essen, das noch heute eines der traditionellen Gerichte des Katz’s ist. In der Blütezeit des Jiddischen Theaters fanden sich hier auch viele Schauspieler, Sänger und Komiker ein. Die Second Avenue mit ihrer Vielzahl vor allem jiddischer Theaterstätten war nicht weit entfernt und auch das National Theater war in der Straße gerade einmal etwa 300 Meter weiter weg. Während des Zweiten Weltkriegs dienten die beiden Söhne der Eigentümer, Lenny Katz und Izzy Tarowsky, in den Streitkräften der Vereinigten Staaten. Die Familientradition, den Söhnen Essen zukommen zu lassen, wurde in dieser Zeit zum heute noch populären Firmenslogan des Katz’s, das mit Send A Salami To Your Boy In The Army Werbung machte. Die Idee zu diesem Slogan hatte Izzy Tarowskys Mutter Rose, deren Sohn als Bomberpilot im Südpazifik seinen Dienst versah. Laut der New-York Historical Society ist allerdings Louis G. Schwartz, ein Mitarbeiter im Sixth Avenue Delicatessen, Urheber dieses Slogans. Des Weiteren warb Schwartz bei den Kunden des Delicatessen auch für Kriegsanleihen und galt als regelrechter Poet.
Nach dem Tod von Willy Katz übernahm sein Sohn Lenny die Geschäftsanteile seines Vaters und führte das Unternehmen zusammen mit dessen damaligen Geschäftspartnern Benny Katz und Harry Tarowsky fort. Als Ende der 1970er Jahre (laut anderen Quellen 1980) Benny Katz und Harry Tarowsky starben, vermachten sie ihre Anteile am Katz’s an Benny Katz’ Schwiegersohn Artie Makstein und an Harry Tarowskys Sohn Izzy. Im Katz’s, das schon seit jeher als Familienbetrieb galt, arbeitete unter anderem auch Harry Tarowskys Bruder David bis ins hohe Alter an der Theke mit. 1988, zum 100-jährigen Bestehen des Delicatessen, verkauften die drei das Katz’s, da sie selbst keine Nachkommen hatten, die das Unternehmen hätten übernehmen können. Neue Eigentümer wurden der langjährige und erfahrene Restaurantbetreiber Martin Dell, dessen Sohn Alan, der als Küchenchef und Manager eines anderen Delis in der Nachbarschaft tätig war, und Martin Dells Schwiegersohn Fred Austin. Nach seinem Studienabschluss 2009 stieg Alan Dells Sohn Jake in das Unternehmen ein und ist mittlerweile ebenfalls an der Leitung des Katz’s beteiligt.
Im Jahr 2013 feierte das Katz’s Delicatessen sein 125-jähriges Bestehen und eröffnete aus diesem Anlass im Nachbargebäude eine Kunstgalerie, die Bilder mit Essensmotiven zeigt. Des Weiteren wurde eine von Jake Dell verfasste Geschichte des Unternehmens mit dem Titel Katz’s: Autobiography of a Delicatessen veröffentlicht. Im Frühjahr 2016 wurden die im gleichen Block liegenden einstöckigen Gebäude an der Orchard Street abgerissen, um Platz für ein mehrstöckiges Wohnhaus mit Luxusappartements zu schaffen. Das Katz’s blieb als einziges einstöckiges Gebäude an dieser Straßenseite des Blocks bestehen. Bereits in den zehn Jahren davor hatte sich die unmittelbare Umgebung des Delicatessen durch Neubauten, darunter vor allem einige Hochhäuser, weitgehend verändert. 2017 wurde ein zweiter Standort von Katz’s Delicatessen in der DeKalb Market Hall des gemischt genutzten Gebäudekomplexes City Point in Downtown Brooklyn eröffnet. Gleichzeitig wurden Konzepte für eine mögliche Expansion des Unternehmens in den nächsten Jahren präsentiert. Jake Dell setzt dabei auf Regionalität und forciert vor allem Eröffnungen in Brooklyn.
Als das Unternehmen, das zu diesem Zeitpunkt rund 200 Mitarbeiter beschäftigte, aufgrund der COVID-19-Pandemie in den Vereinigten Staaten vorübergehend nicht mehr öffnen durfte, versuchte Geschäftsführer Jake Dell all seine Mitarbeiter im Unternehmen zu halten und setzte vorrangig auf den angebotenen Lieferservice seines Unternehmens.

## Gerichte

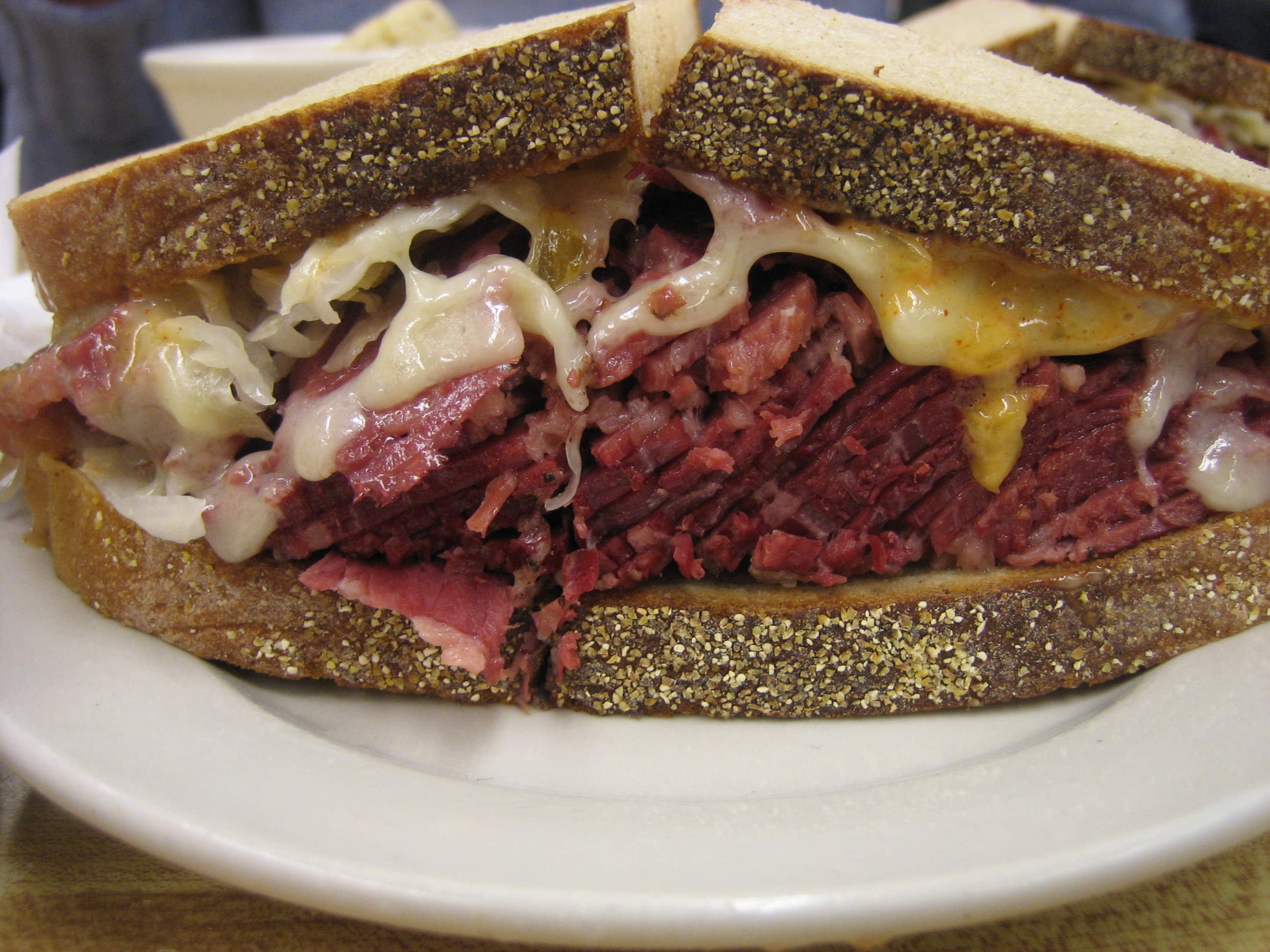
Ein sogenanntes Reuben on rye, ein gegrilltes Reuben-Sandwich bestehend aus Corned Beef, Käse, Russischem Dressing zwischen zwei Scheiben Roggenbrot.

Seit jeher werden im Katz’s traditionelle jüdische, heute jedoch nicht mehr koschere, Gerichte angeboten. Dazu zählen Pastrami-, Corned-Beef-, Brisket- oder Reuben-Sandwiches mit Essiggurken und Cream soda (Dr. Brown’s). Des Weiteren gibt es ein Frühstücksangebot mit verschiedenen Omeletts sowie verschiedene Salate und Suppen, wie die Matzeknödelsuppe oder die Gelbe Erbsensuppe. Neben seinen Sandwiches ist das Katz’s auch bekannt für seine Würste und Hotdogs und für die Salamis, die in den Ladenfenstern wie auch an der Rückwand der Theke hängen und bereits seit Jahrzehnten auf diese Art präsentiert werden. Außerdem gibt es weitere traditionell jüdische Gerichte wie Knisch, Kischke, Gehackte Leber, Latkes oder Blinys.
Wie zum 125-jährigen Bestehen bekannt gegeben wurde, werden im Katz’s jede Woche rund 6800 kg Pastrami, etwa 3600 kg Corned Beef und um die 900 kg Salami sowie rund 4000 Hotdogs verkauft. Das Lokal hat etwa tausend bis zweitausend Kunden täglich.

## Tickets und Preise

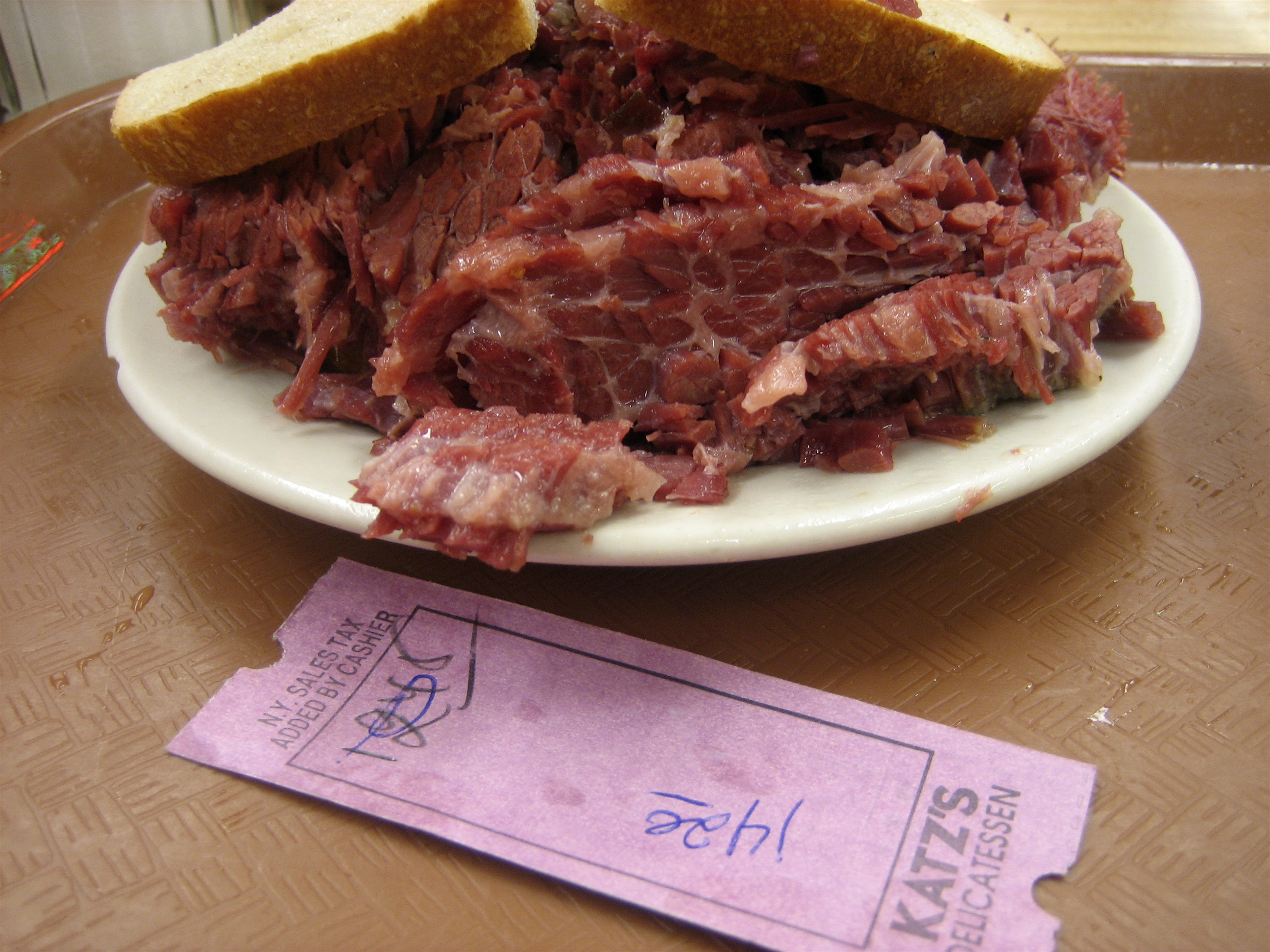
Ein klassisches Corned-Beef-Sandwich mit einem Verzehrticket

Von der Gründung bis in die späten 1980er bzw. frühen 1990er Jahre galten die Preise im Katz’s als moderat. Erst mit der zunehmenden Aufwertung des vom Stadtverfall betroffenen Viertels und dem Zuzug neuer Bewohner aus der Mittel- bzw. gehobeneren Klasse wurden die Preise zunehmend erhöht. Während ein Sandwich Mitte der 1990er noch durchschnittlich fünf bis sieben US-Dollar kostete, zahlt man heute (Stand: 2018) rund 20 bis 25 US-Dollar dafür. In der Anfangszeit erhielten hier die Gäste ein „Essen, das sie satt machte“ für gerade einmal einen Vierteldollar.
Beim Betreten des Ladens kann man sich entscheiden, ob man sich an einen der Tische setzen oder direkt an der Theke bestellen will. Am Eingang erhält man von einem Mitarbeiter ein nummeriertes gedrucktes Ticket, auf dem der gesamte Verzehr im Lokal notiert wird. Im Katz’s gibt es mehrere Stationen, an denen man Essen und Getränke erhält; die Mitarbeiter an den jeweiligen Stationen berechnen die laufende Summe vor Steuer (engl. pre-tax bill). Das Ticket dient damit zugleich als Rechnung, die man am Ausgang bezahlt. Wird der Verzehr für mehrere Gäste auf ein Ticket gesetzt, müssen die ungebrauchten leeren Tickets am Ausgang wieder abgegeben werden. Etwa seit den späten 1990er bzw. frühen 2000er Jahren erhebt Katz’s für verloren gegangene Tickets eine Gebühr in Höhe von 50 US-Dollar. Laut der Geschäftsführung soll dies die Kunden dazu anhalten, auf ihr Ticket zu achten, und verhindern, dass unehrliche Finder die Zeche prellen, indem sie das Lokal mit einem gefundenen Ticket verlassen, das leer ist oder eine niedrigere Summe ausweist als der tatsächliche Verzehr.

## Lieferservice
Seit geraumer Zeit bietet Katz’s Delicatessen auch einen landesweiten Lieferservice an, bei dem man neben diversen Merchandising-Artikeln und Geschenkkarten auch verschiedene Gerichte online bestellen kann. Im Mai 2017 kündigte das Unternehmen an, ab 2018 einen weltweiten Lieferservice anbieten zu wollen. Zu diesem Zeitpunkt brachte es das Unternehmen bereits auf 10.000 bis 12.000 landesweite Sendungen im Jahr. Für den weltweiten Versand soll 2018 eine eigene 30.000 square feet große Versandzentrale in Hackensack, New Jersey eröffnet werden. Mit Ende des Jahres 2017 wollte man zumindest die Nachbarstaaten Kanada und Mexiko beliefern und ab dem darauffolgenden Jahr weitere Staaten.

## Das Katz’s in der Popkultur

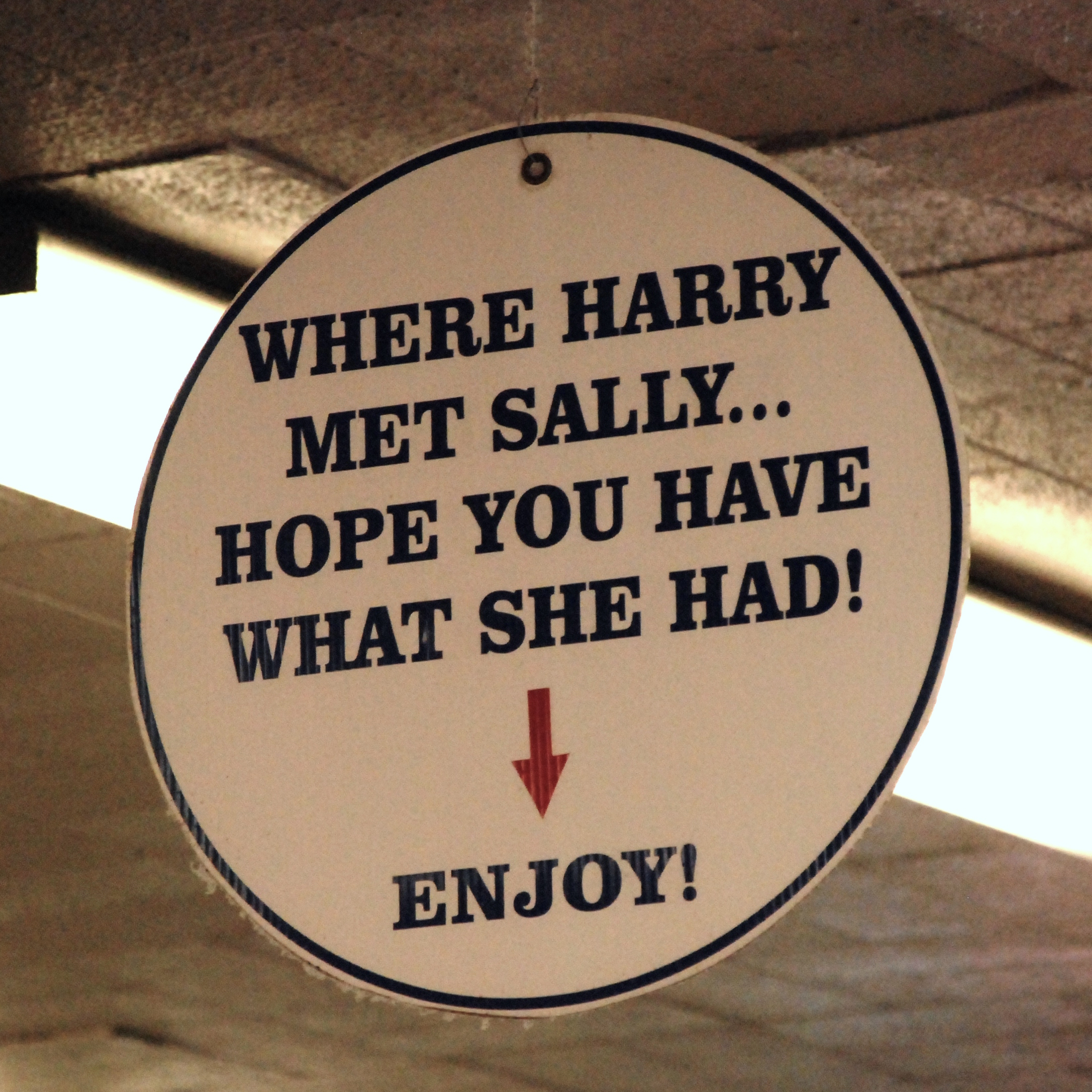
Where Harry met Sally… Hope you have what she had! Enjoy!

Im Laufe seiner langjährigen Geschichte war das Katz’s Drehort zahlreicher Film- und Fernsehproduktionen. Neben Fernsehserien und Kinofilmen wurden hier auch verschiedene Dokumentationen gedreht. Eine der bekanntesten Szenen der Filmgeschichte entstand hier Ende der 1980er Jahre für den Film Harry und Sally (englisch When Harry Met Sally …). In der Szene sitzen sich die beiden Protagonisten Sally Albright (gespielt von Meg Ryan) und Harry Burns (Billy Crystal) an einem Tisch im Katz’s gegenüber. Nachdem Harry erklärt hat, keine Frau könne ihm einen Orgasmus vorspielen, ohne dass er es merken würde, behauptet Sally das Gegenteil und spielt vor den Augen und Ohren aller anwesenden Personen lautstark einen Orgasmus vor. Daraufhin bestellt eine ältere Dame am Nebentisch (gespielt von Estelle Reiner, der Mutter des Regisseurs Rob Reiner) beim Kellner „genau das, was sie hatte“. Dieser Satz – im englischen Original „I’ll have what she’s having“ – wurde vom American Film Institute auf Platz 33 der 100 besten US-Filmzitate aller Zeiten gewählt. Die Szene mit dem vorgespielten Orgasmus trug maßgeblich zur Bekanntheit von Katz’s Delicatessen bei; noch heute hängen über den beiden Tischen, an denen Meg Ryan mit Billy Crystal sowie Estelle Reiner mit ihrem Gegenüber saßen, Schilder mit den Zitaten aus dem 1989 erschienenen Film.
Auch in einigen anderen Produktionen diente Katz’s Delicatessen als Kulisse. So traf hier der von Johnny Depp gespielte Charakter des Donnie Brasco im gleichnamigen Film (1997) eine FBI-Kontaktperson. Ferner war das Lokal in Szenen von Sag mir, was Du willst (1980), Off Beat – Laßt die Bullen tanzen (1986), Seitensprünge in New York (2001), Looking for Kitty (2004), Across the Universe (2007), Verwünscht (2007), Helden der Nacht – We Own the Night (2007), Nick und Nora – Soundtrack einer Nacht (2008), Der Tag, an dem die Erde stillstand (2008), Mary & Max – oder: Schrumpfen Schafe, wenn es regnet? (2009) und Nous York (2012) zu sehen. Eine Szene von Contract on Cherry Street, in der die Ermordung der von Frank Sinatra gespielten Hauptfigur, Detective Inspector Frank Hovannes, geplant wird, wurde in einem Kühlraum des Katz’s gedreht. Fernsehserien, in denen das Delicatessen zu sehen war, sind Law & Order, Impractical Jokers: Die Lachflasher, Verdammt lecker! Nachschlag für Adam Richman oder The Jim Gaffigan Show (2015). Außerdem drehte Anthony Bourdain, ein langjähriger Gast des Katz’s, hier eine Episode seiner Fernsehsendung Anthony Bourdain – Eine Frage des Geschmacks (2009). 2014 war es zudem Schauplatz im Dokumentarfilm Deli Man von Regisseur Erik Greenberg Anjou. Auch in dem im April 1987 veröffentlichten Buch Evil, Inc. aus der Kriminalromanserie Hardy Boys wird das Katz’s erwähnt. Des Weiteren ist das Katz’s in zwei kurzen Sequenzen des Musikvideos zur Single Leaving New York der US-amerikanischen Rockband R.E.M. aus dem Jahre 2004 zu sehen.

## Bilder

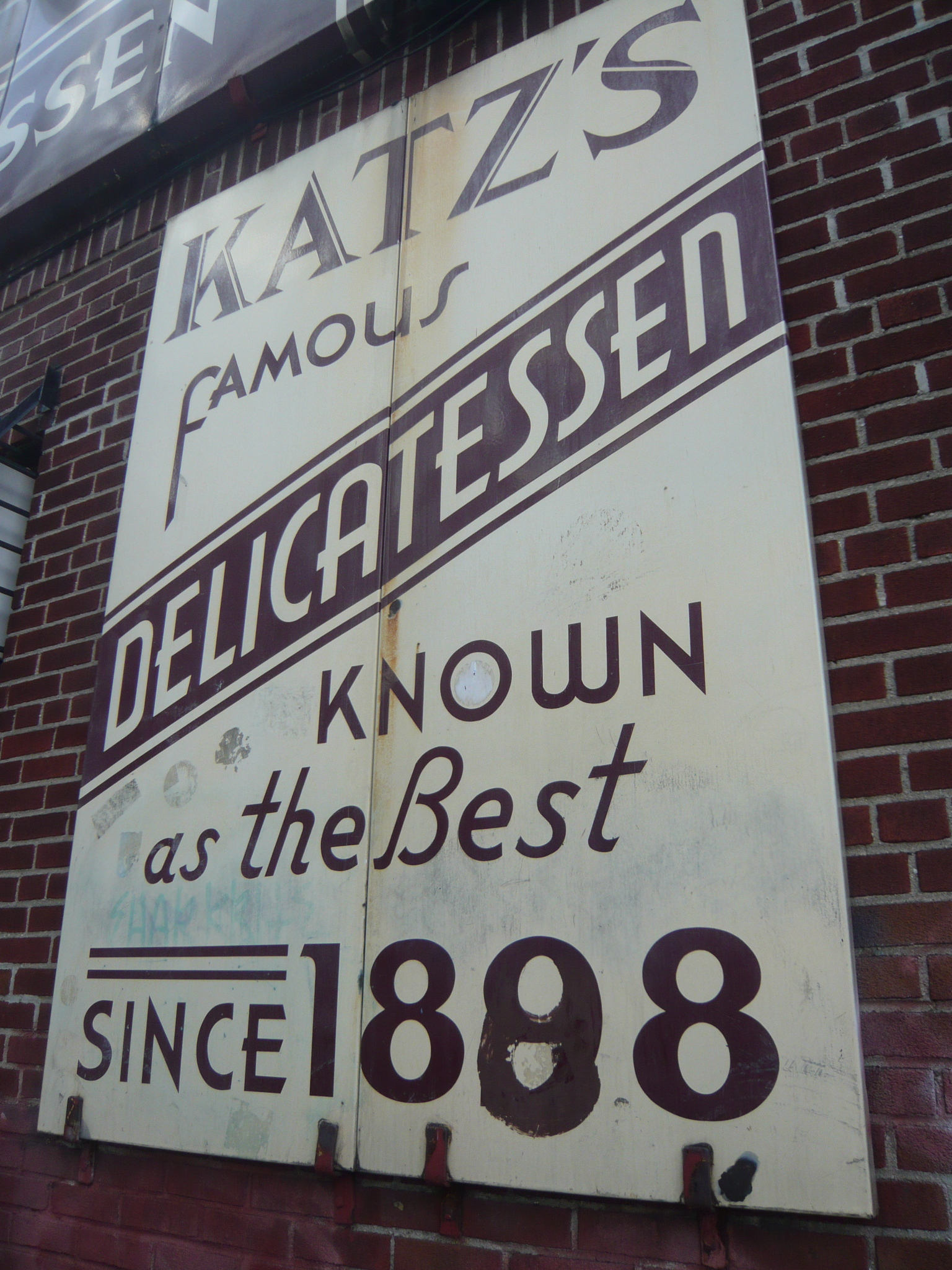
Die Beschilderung an der zur Ludlow Street gerichteten Gebäudeseite …
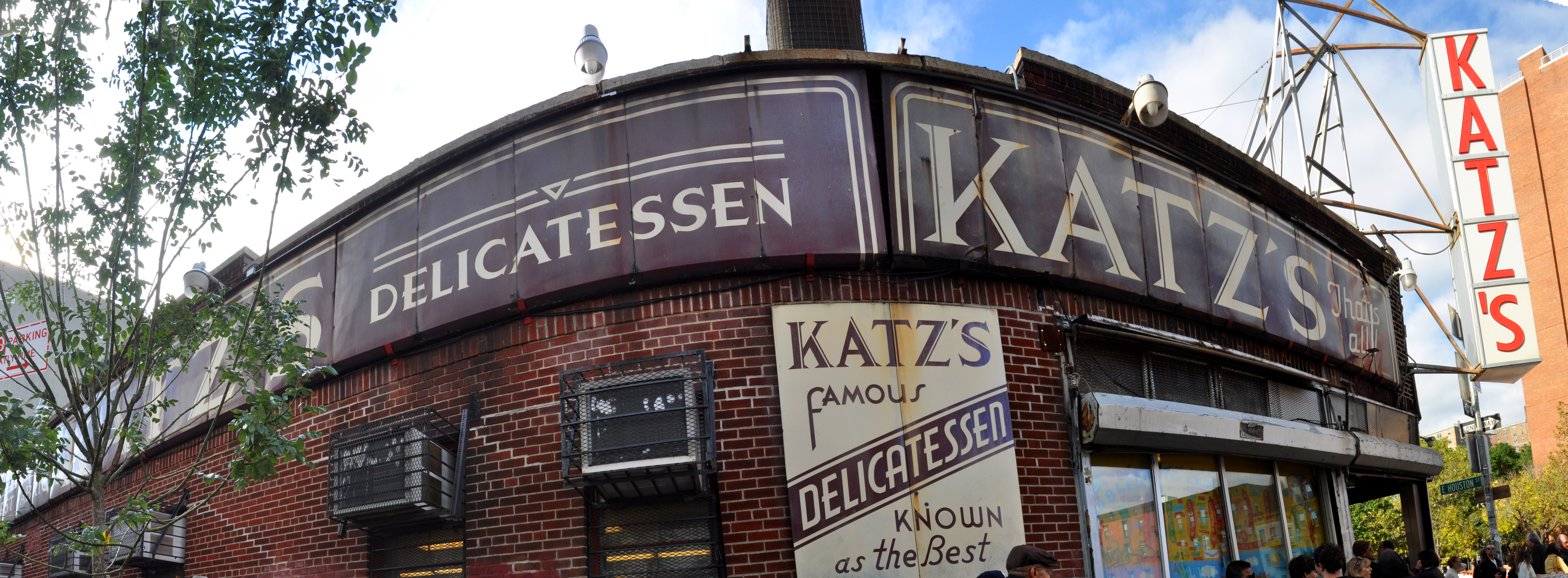
… stammt noch aus der Zeit von Harry Tarowsky, der diese auch in Auftrag gegeben hatte.
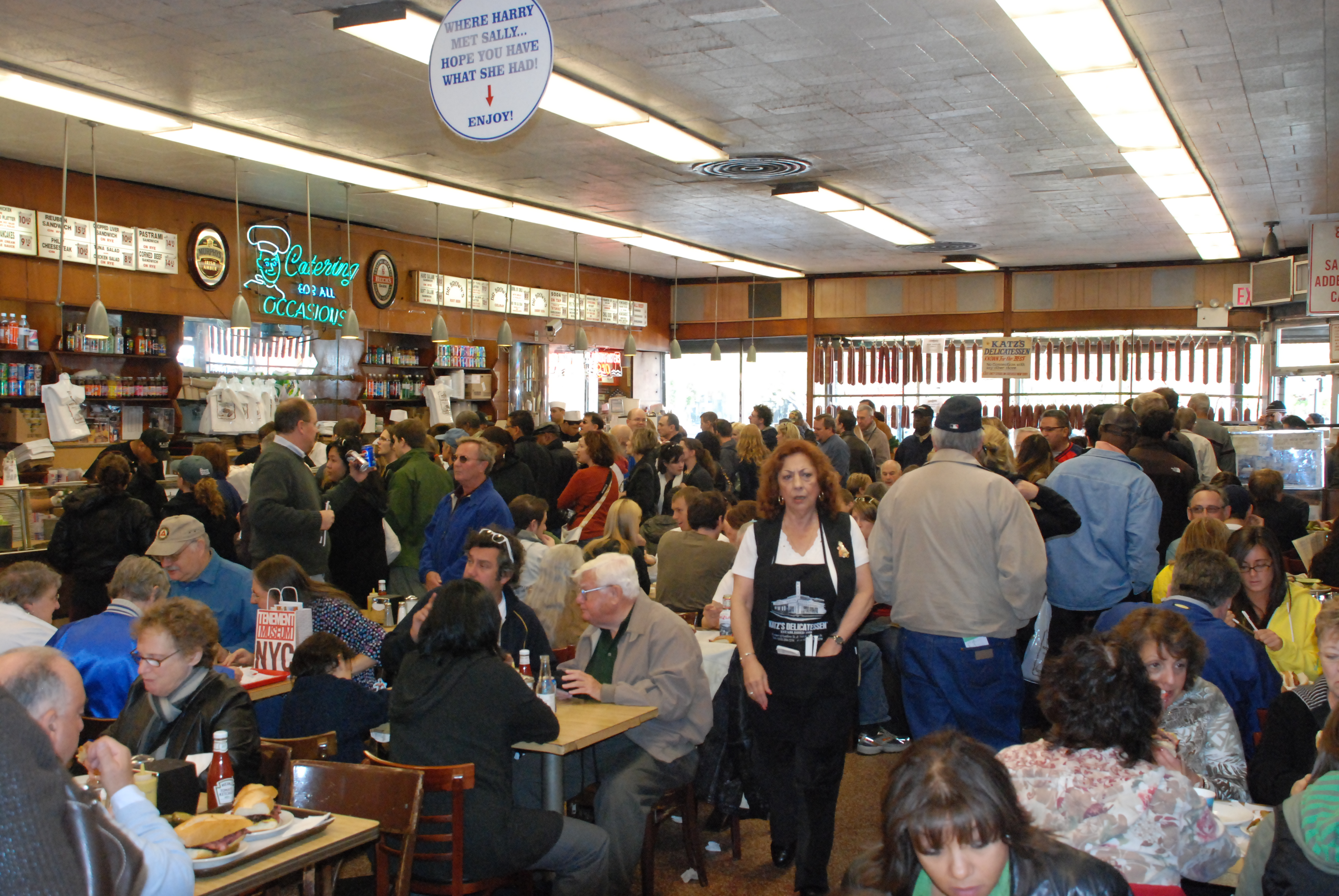
Der oftmals große Andrang im über 300 Plätze verfügenden Gästeraum.
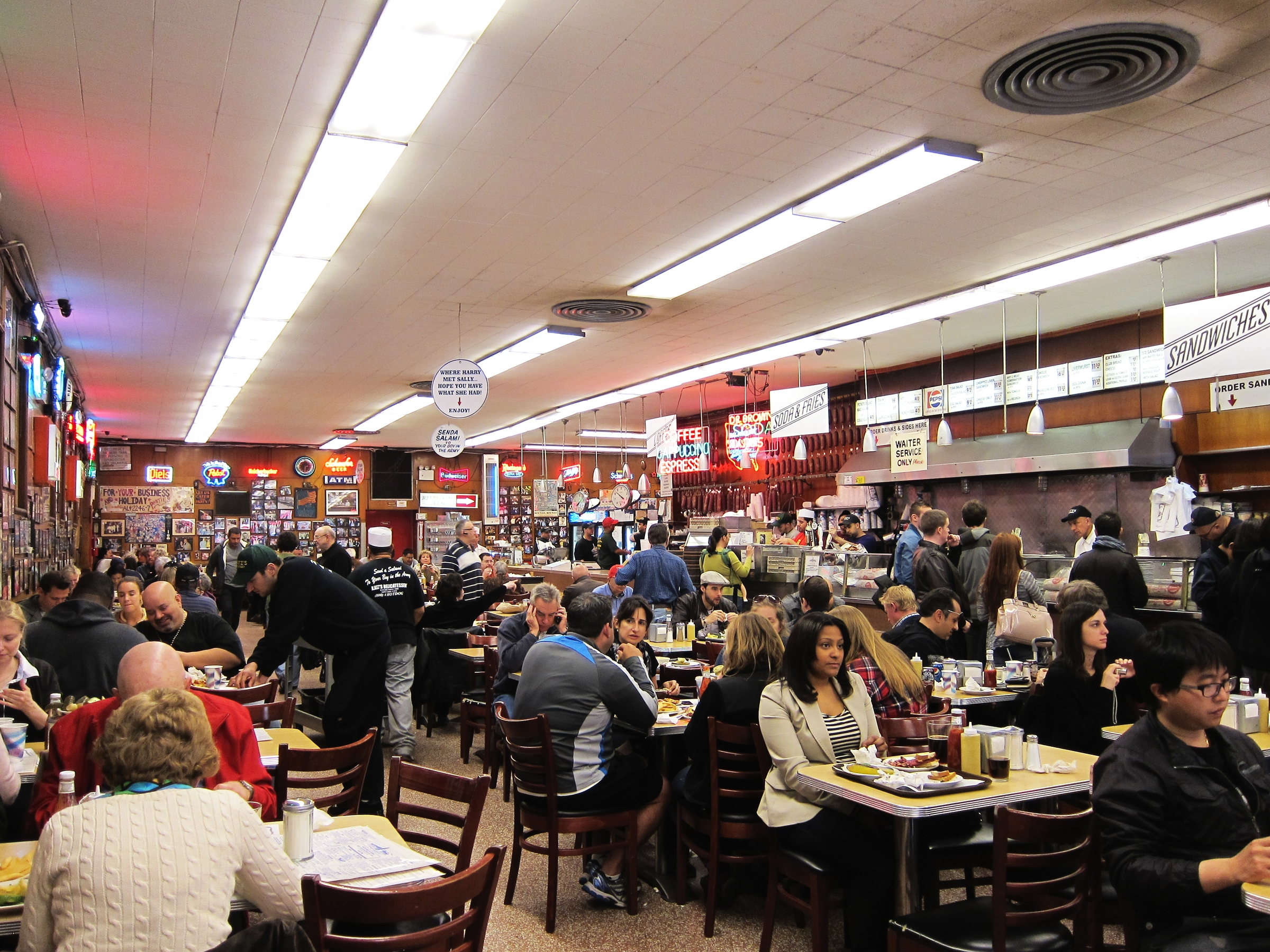
An den Wänden hängen Fotos und Schreiben von Prominenten, sowie Leuchtreklamen, …
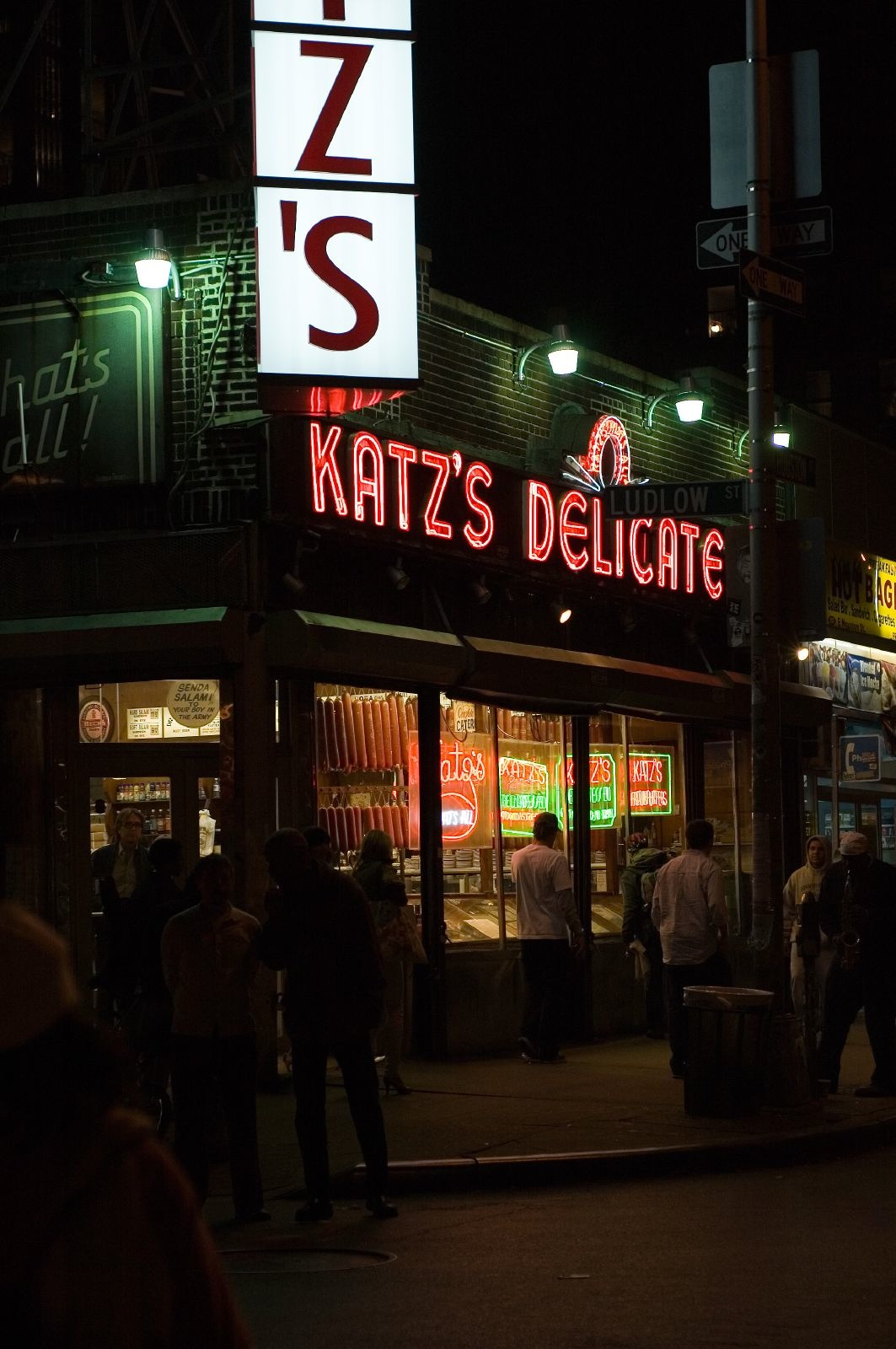
… die auch an der Gebäudefront und den Ladenfenstern platziert sind.
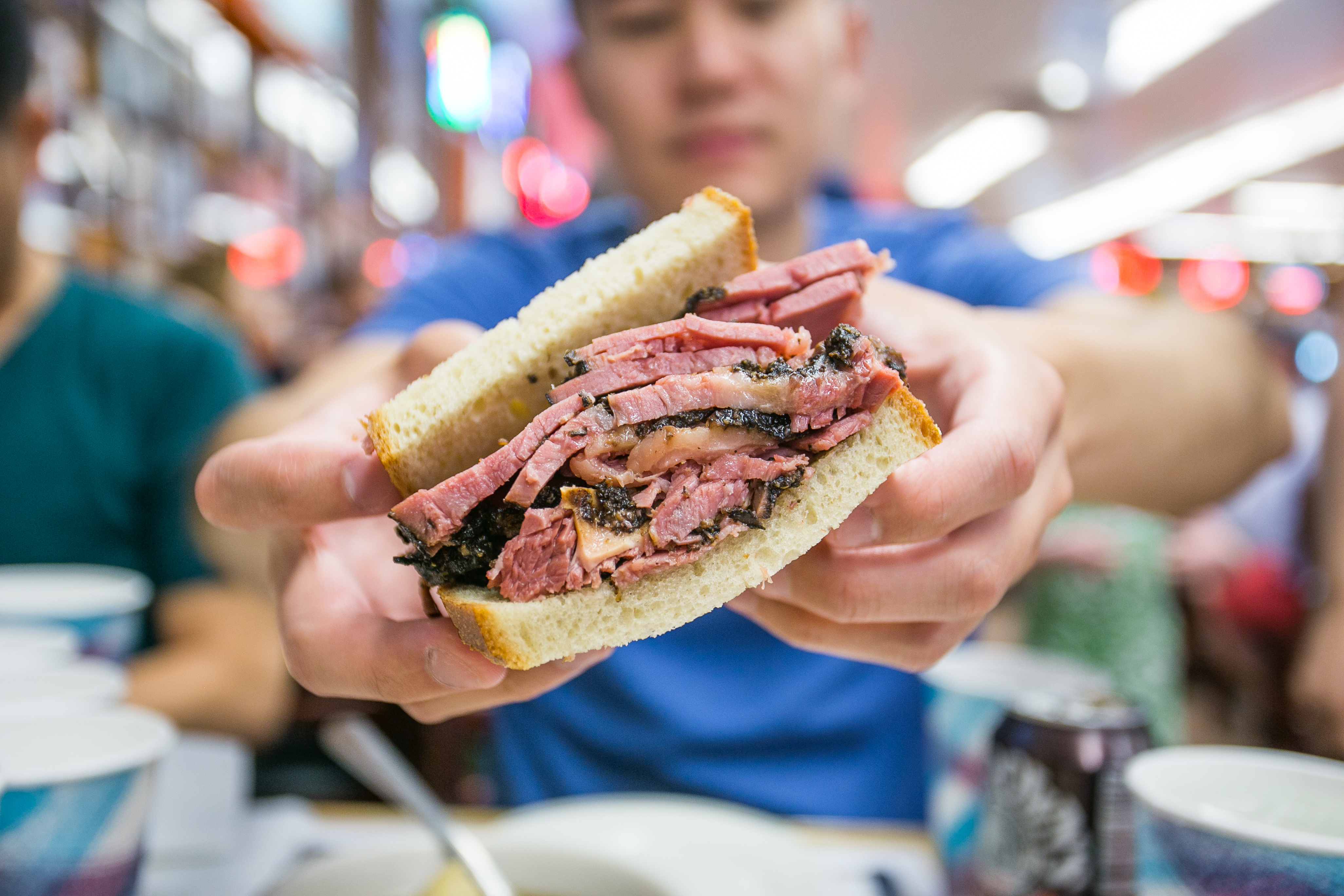
Das berühmte Pastrami-Sandwich von Katz’s …
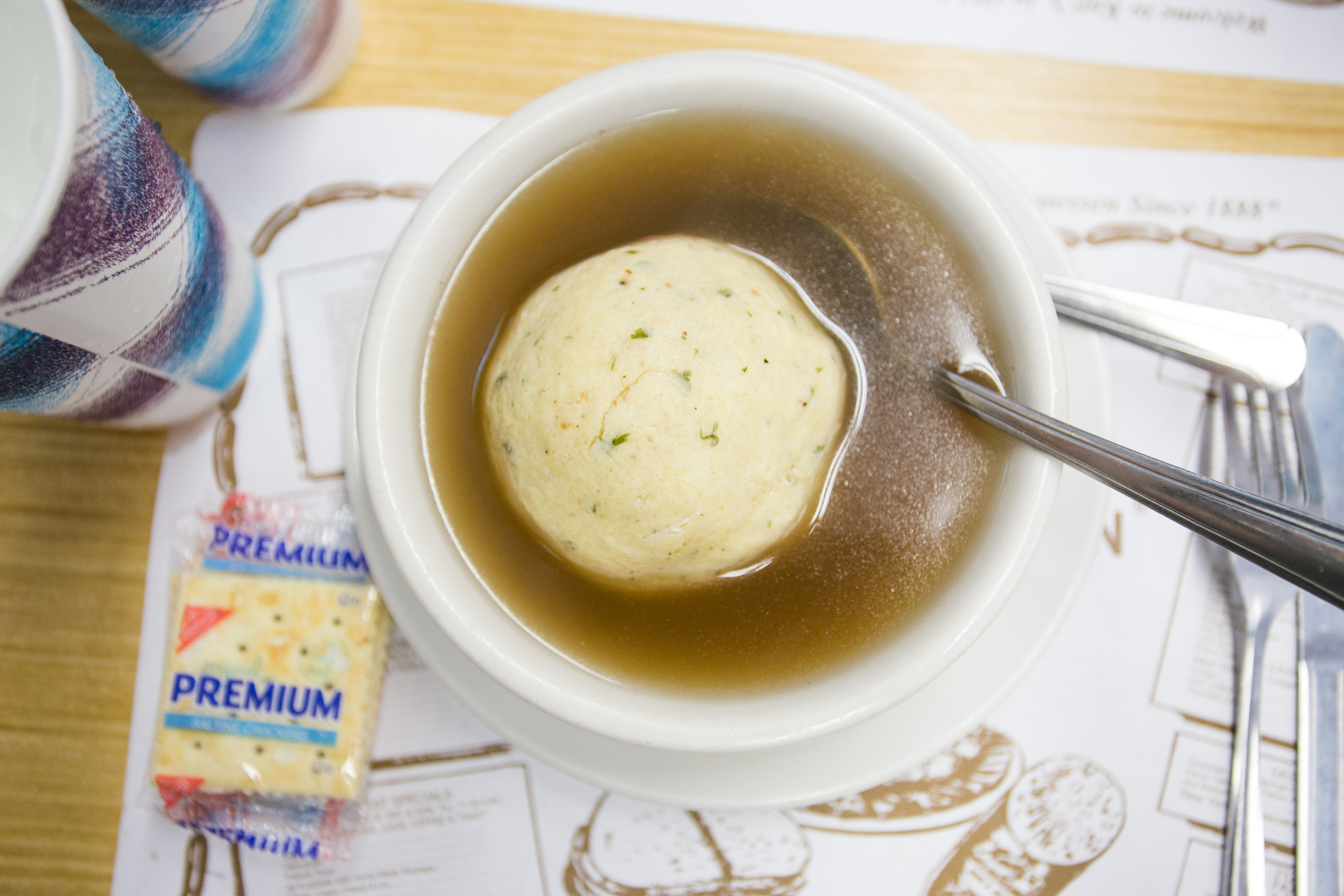
… und die nicht minder berühmte Matzo Ball Soup.
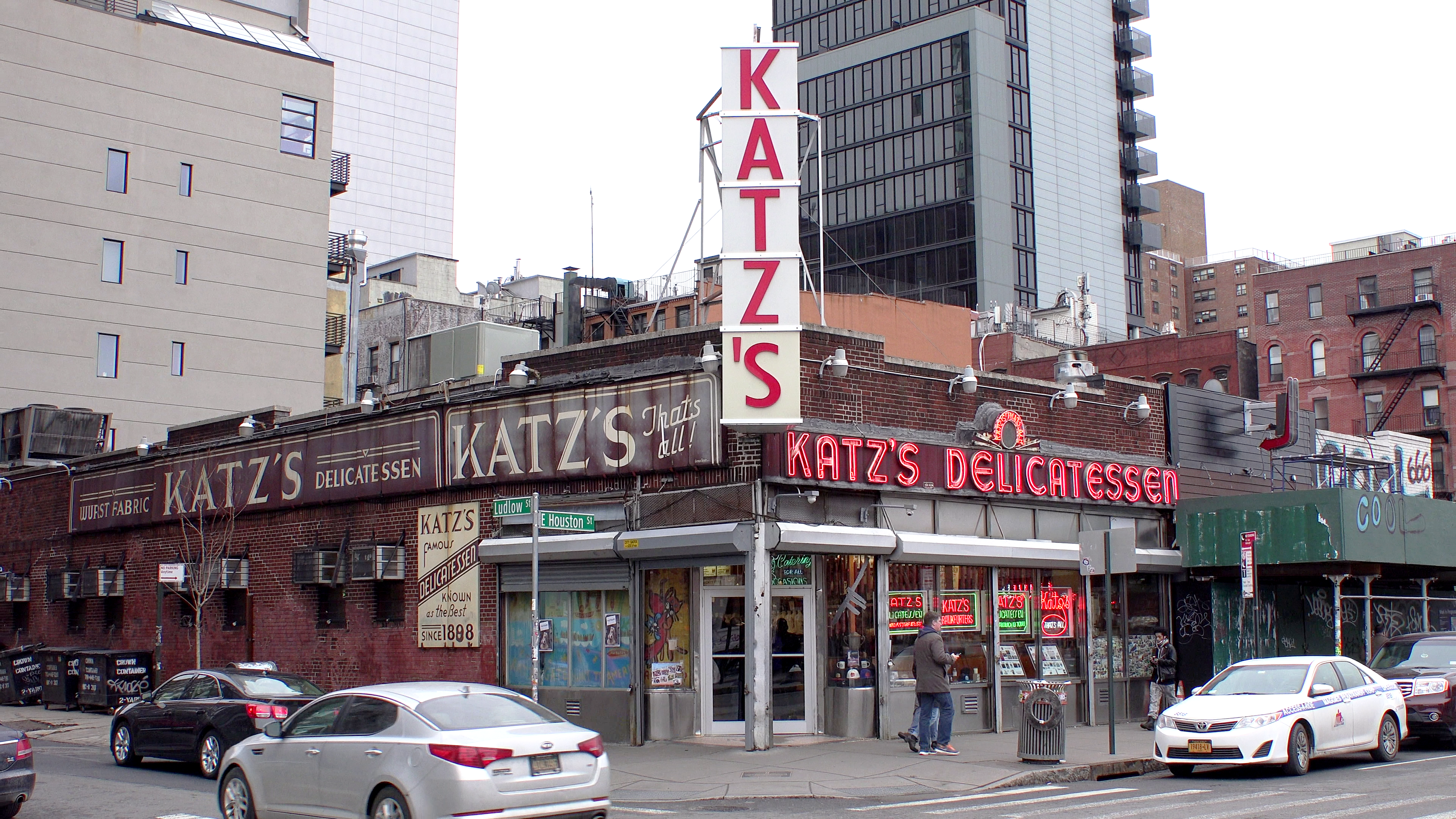
Das Katz’s Delicatessen im Jahr 2016. Die einstöckigen Gebäude rechts daneben wurden inzwischen abgerissen und durch einen Neubau ersetzt.